# جون تيرنر (كرة سلة)
جون تيرنر (بالإنجليزية: John Turner)‏ مواليد 30 نوفمبر 1967 في واشنطن العاصمة، هو لاعب كرة سلة أمريكي معتزل. بدأ مسيرته الاحترافية في سنة 1991. تم اختياره من قبل فريق هيوستن روكتس خلال الدرافت. حمل الرقم 40. يبلغ طوله 6 قدم 8 بوصة (2.0 م). اعتزل اللعب في 2003.

## المسيرة الاحترافية
لعب مع هيوستن روكتس في موسم 1991–1992، ثم لعب مع سرقسطة في الدوري الإسباني في موسم 1992–1993، ثم لعب مع فابريانو باسكت في سنة 1994، ثم لعب مع منز سانا 1871 باسكت من سنة 1994 إلى 1996، ثم لعب مع دون بوسكو ليفورنو في الدوري الإيطالي في موسم 1996–1997، ثم لعب مع فابريانو باسكت في موسم 1997–1998، ثم لعب مع فيرتوس روما في الدوري الإيطالي في سنة 1998.

## روابط خارجية
- جون تيرنر على موقع إن بي أي (الإنجليزية)
- جون تيرنر على موقع سبورتس رفرنس (الإنجليزية)
- جون تيرنر على موقع الدوري الإسباني لكرة السلة (الإسبانية)
- جون تيرنر على موقع كرة السلة الأوروبية.كوم (الإنجليزية)
- جون تيرنر على موقع كلية كرة السلة في سبورتس رفرنس.كوم (الإنجليزية)
- جون تيرنر على موقع ريلجم (الإنجليزية)
- جون تيرنر على موقع بروبوليرز (الإنجليزية)
- جون تيرنر على موقع سبورتس رفرنس (الإنجليزية)